# Alopecurus
Alopecurus es un género de plantas herbáceas perteneciente a la familia de las poáceas, llamada también Cola de Zorro, con alrededor de 25 especies. Es originario de las regiones templadas de Eurasia y Sudamérica.

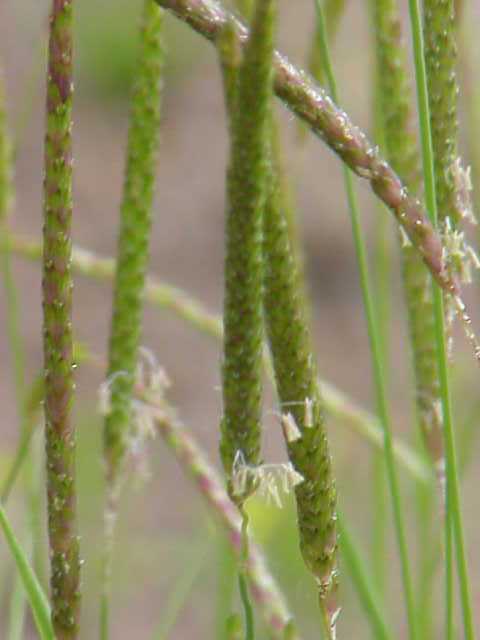
Alopecurus myosuroides.

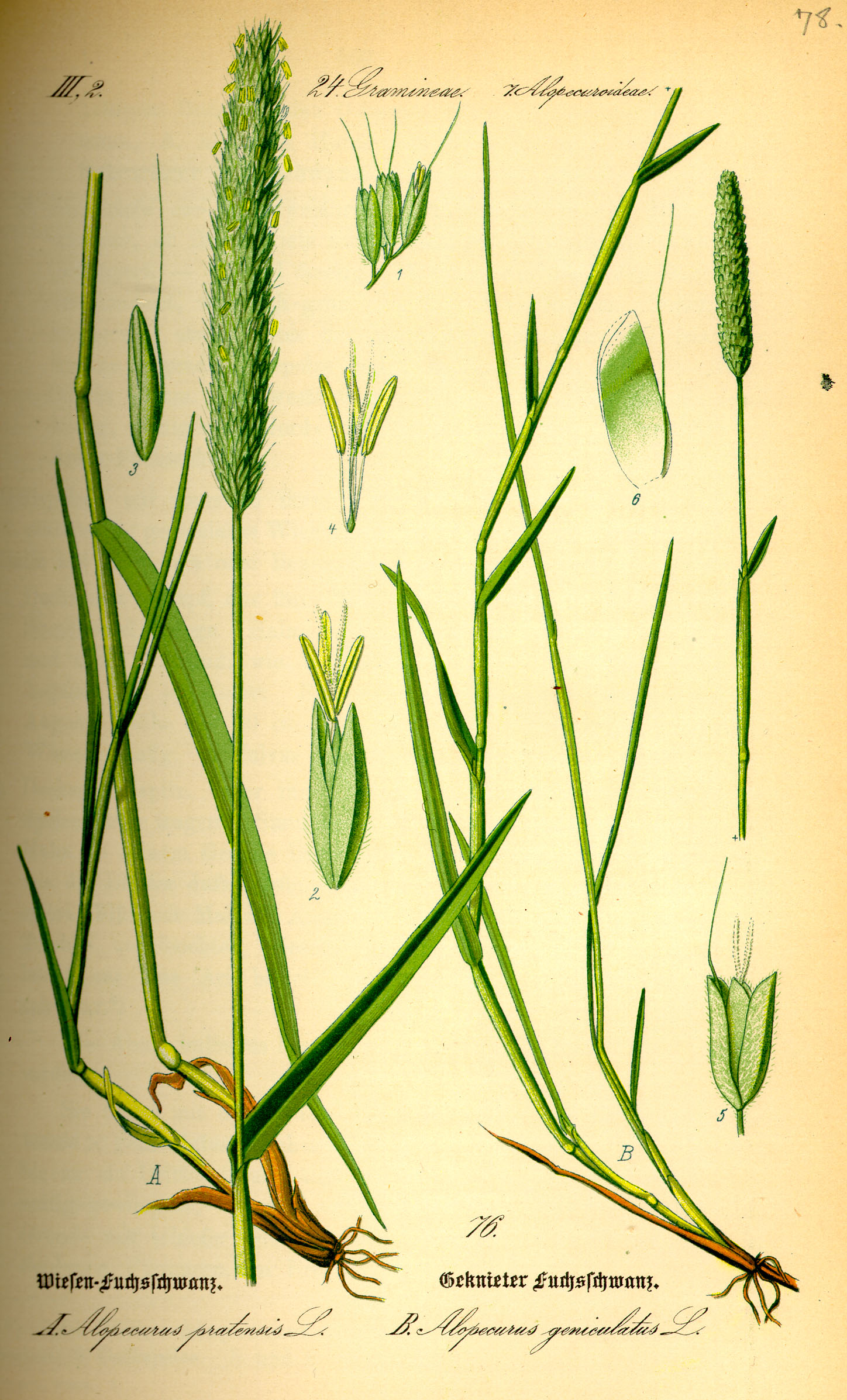
Alopecurus pratensis.

## Descripción
Estas hierbas se dan en regiones templadas del norte. Pueden ser anuales o perennes. Crecen formando penachos. Poseen hojas planas con lígulas romas, las inflorescencias son densas panículas terminadas en una espiga floral. Algunas de ellas se consideran malas hierbas, mientras que otras se usan en decoraciones florales, para ramos y flores secas.

## Taxonomía
El género fue descrito por Carlos Linneo y publicado en Species Plantarum 1: 60–61. 1753. La especie tipo es: Alopecurus pratensis L. 
Etimología
El nombre del género proviene del griego alopes -ekos, (zorro), y oura (cola), por la forma de la panícula.

## Especies
- Alopecurus aequalis Sobol.
- Alopecurus antarcticus Vahl
- Alopecurus anthoxanthoides Boiss.
- Alopecurus arundinaceus Poir.
- Alopecurus borealis Trin.
- Alopecurus brachystachyus M. Bieb.
- Alopecurus bulbosus Gouan, le vulpin bulbeux
- Alopecurus carolinianus Walter
- Alopecurus dasyanthus Trautv.
- Alopecurus geniculatus L.
- Alopecurus lanatus Sm.
- Alopecurus longearistatus Maxim.
- Alopecurus magellanicus Lam.
- Alopecurus myosuroides Huds., le vulpin des champs
- Alopecurus ponticus K. Koch
- Alopecurus pratensis L.
- Alopecurus rendlei Eig
- Alopecurus saccatus Vasey
- Alopecurus seravschanicus Ovcz.
- Alopecurus textilis Boiss.
- Alopecurus utriculatus Banks & Sol., le vulpin à vessies
- Alopecurus vaginatus (Willd.) Pall. ex Kunth[3]